# 種性
種性，佛教術語，又可作種姓，有多種意義。字面上有種族、族類、種屬、或族姓的意思在，指一個人的出身、血統、階級等。擁有這個出身、血統，代表某個人具備這個族姓的某些性質，因此也有性質、特性之意。
有情眾生的根性。雖根性的差別是由於眾生過去劫中造作的種種善、惡、淨、不淨、無記等身口意行所成就的熏習種子而成，故廣說有情根性可有許多不同種類，包含世間技藝工巧、世智辯聰、世間道德倫理、人天善法等種種世間法的種性差別。但以佛法而言，卻專指於對於佛法修行內涵的熏修解證的方向與層次差別來說。

## 阿含經論述

### 種性人
對於有情因過去世於佛法程度不同的熏修與實證，故有今世有不同的種性，《阿含經》中單獨將所謂的解脫道之「種性人」同列於四向八果的聲聞解脫道的果證差別之中，同是九種能離於苦患的人，這可視作種性體現的說明。

### 無種性
長阿含所攝《寂志果經》中將六十二種外道稱作是「無種性」。

## 大乘佛教論述
不同經典中，有不同的分類方法。

### 三種性
《解深密經》分成「聲聞乘種性」、「獨覺乘種性」、「如來乘種性」三種。

### 四種性
《瑜伽師地論》舉出兩說四種種性：一說分成聲聞種性，獨覺種性，佛種性，無種性；一說分成聲聞有種性，獨覺種性，如來種姓，不定種性。
《大般若經》中，也舉出聲聞乘性決定、獨覺乘性決定、無上乘性決定、三乘性不定等四類眾生。

### 五種性
《楞伽經》根據於過去現在對三乘菩提的修證方向及層次差別，將有情的種性分成五種來說明：聲聞種姓、緣覺種姓、菩薩種姓、不定種姓、無種姓。
前三種聲聞種姓、緣覺種姓、如來種姓是三乘種姓；不定種姓則指於三乘的種姓尚未決定；無種姓者，則指於三乘佛法的善根皆尚未成熟。
這種有情的分類方法，是基於有情原本既有的菩提種子之差別而分(代表有情在過去無量劫以來的熏習)，乃是相對於今時、後時因值遇善知識德聞修佛法而有之新熏種子而言。這裡所說的「種姓」，並非一般所說代表印度不同社會階的種姓制度之種姓，而是指的是有情的法種根器差別，故常作「種性」。

- 如《楞伽經》所說：[9]
  - 聲聞乘種性：[10]
  - 緣覺乘種性：[11]
  - 如來乘種性：[12]
  - 不定種性：[13]
  - 無種性：所謂一闡提人。[14]